# なないろ革命
『なないろ革命』（なないろかくめい）は、柚原瑞香による日本の漫画作品。『りぼん』（集英社）2014年9月号から2017年9月号まで連載された。単行本全8巻。

## ストーリー
主人公の栗山 奈菜は、幼馴染の小嶋 ゆゆのお願いを断れず、髪型も持ち物もいつもおそろい。そんな自分を変えたくて、長かった髪をバッサリ切り「もうゆゆのお願いは聞かない」と宣言する。
その日から、ゆゆは梓やちほみを始めとした、クラスメイトやグループLINEを利用し奈菜への嫌がらせを始め、策略通り奈菜はクラス内で孤立してしまう。
孤独と闘う日々の中で、いつも自分を励ましてくれる詩丘望に奈菜は次第に特別な感情を抱くようになる。
そんな中、廊下で偶然出会った紺野ひまりと意気投合し、仲を深めていく奈菜。彼女もまた、クラスで一人ぼっちだった。
ゆゆ、詩丘を交えた4人で交流を重ねるうち、ひまりもまた、詩丘に惹かれていき、それをいち早く察したゆゆにより2人の関係に亀裂が生じてしまう。
衝突や失恋を経て絆を深め合う奈菜とひまりだったが、それを疎ましく思うゆゆはついに、これまでの嫌がらせや奈菜への執着心を奈菜やクラスメイトの前で暴露し、その日を最後に不登校になってしまう。
ゆゆが学校に来ないまま中学卒業を迎え、奈菜は詩丘と共に南川高校へ進学。
入学式当日、奈菜は自分と同じ髪型になったゆゆと再会する。

## 登場人物
栗山奈菜（くりやま なな）
声 - 上田麗奈
本作の主人公。一年三組、二年では、二年二組。高校では一年A組。7月7日生まれ。血液型A型。
自己主張が苦手な性格で、ゆゆのわがままを断ることができずに悩んでいた。他人に流されず自由奔放に振舞う詩丘に触発され、お揃いだった長い髪を切りゆゆに決別を宣言する。
ゆゆの策略によりクラス内で嫌がらせを受けたり孤立してしまうこともあったが、詩丘の存在が支えとなり、次第に淡い想いを抱くようになる。学年で「ゆゆをいじめて不登校にさせた」と担任にも生徒にも誤解されてしまうが、なにも自分は何もしていないと胸を張って堂々とすることを決めた。派手ではないが、可愛らしい容姿の持ち主。
詩丘とともに高校(詩丘以外の同級生はいない)へ入学後、伊央という友達ができ、楽しくやっていたがゆゆに伊央をとられそうになったりもした。
ラスト前でゆゆは実は自分のことを忘れられない傷にしたかったらしく、何も言わずに留学していったゆゆに対して自分はゆゆが好きだったのだと自覚する。
ラスト、ゆゆがいなくなった高校生活では相談されたりと頼られる側になり、今の自分が好きだと詩丘に言い、詩丘も奈菜が好きだと言われた。
小嶋ゆゆ（こじま ゆゆ）
声 - 石上静香
一年三組。奈菜とは同じ小学校出身。3月3日生まれ。血液型B型。
愛らしい容姿でクラスの人気者。奈菜の性格を利用し、無理矢理自分の趣味に合わせて彼女を意のままにしていた。奈菜に対して異様な執着心を見せ、自分の元に戻ってくるようクラスメイトを利用して嫌がらせをしたり、ひまりとの仲を引き裂こうとしている。
高校は奈菜と同じ学校に進学し、髪も奈菜とお揃いにした。奈菜から伊央をとろうとしたり、クラス全員の裏の顔をみんなに明かしたりとやりたい放題で、クラス一同の反感を買い孤立する。
実はゆゆは奈菜を困らせ、忘れられない傷にしたかったらしい。
奈菜には夏休みの海以来連絡をせず、突然連絡をし留学を告げた。朝一番早く学校に来てねといい、ゆゆはその場にいないものの黒板に書き置きを残し、全てを明かした。
詩丘望（しおか のぞみ）
声 - 山下大輝
一年三組。11月24日生まれ。血液型B型。
遅刻やサボりが多く、また特定の人間とはつるまない。クールでぶっきらぼうな性格。女子に常に囲まれているようなモテ具合ではないが、女子からの評判は確実に良く、スポーツ仲間の男子生徒からの人望も厚い。
奈菜が自身を変えるきっかけとなった少年で、どんな状況でもさりげなく奈菜の背中を押してくれる。
目の前の者の空気を察することに長けており、「俺に栗山を嫌いになって欲しいの？」とゆゆの謀略を見抜く。また、「栗山に用があるんだろ？」「今のうちに（男子グループから）逃げろ」と結果的にひまりの行動を数度援護することにもなっている（これにより、ひまりは詩丘に惹かれてゆく）。
高校進学後も奈菜と同じクラスになり、中学時代と変わらず奈菜を支える言動を取る。本編ラストシーンでは奈菜に対しクラスメートの前で、告白とも取れるような発言をした。
漫画内でつむじが二個あることが明かされた。
6つ年下の弟がいる。
紺野ひまり（こんの ひまり）
一年一組。奈菜の親友。10月5日生まれ。血液型O型。
学校の廊下で出会い頭に衝突した事で、奈菜と知り合う。その際、文房具の趣味が同じである事がきっかけで奈菜に興味を抱く。相手との距離感がつかめず友達作りに臆病になってしまっており、教室内での友達は居なかった。しかし奈菜も同様にひまりに興味を持ち、昼食や下校を共にする仲になる。それを良く思わないゆゆによる度重なる妨害により、奈菜との関係がこじれてしまうこともあったが、「親友になりたい」という想いをぶつけたことで、奈菜との関係がより深まった。
夏祭りを境にして詩丘の魅力に気付き、好意を抱くようになる。以降は髪を編み込む等でイメージチェンジをし、友達付き合いにも積極的になる等、詩丘に好きになってもらおうとする努力を見せる。
高校は奈菜とは違うが友達関係は続いており、ゆゆに関する奈菜の悩み相談を親身になって聞く。
8巻にて2つ年上の姉がいることが明らかになっている。
梓（あずさ）
声 - 長谷美希
一年三組。奈菜に対するゆゆの執着を見かね、親友のちほみと一緒に奈菜の味方を買って出る。しかし、ゆゆに嫌がらせを始めようとした所を奈菜に「そういうのは違う」と否定され、奈菜の性格を嫌悪するようになる。「難しい事は考えないで友達関係なんて気楽にやればいい」という考えを奈菜に否定され、ついには決別宣言を受ける。以降、奈菜と友達になりかけた紺野ひまりを自分たち側へ引き入れようとするなど、奈菜への「ぼっち工作」が露骨になる。しかし、ある理由でゆゆがそれまでの奈菜への「事実上の嫌がらせ行為」をクラスメートの前で白状してしまった際には、自分とちほみも悪役にされてたまるものかとアッサリとゆゆを切り捨てる。
奈菜たちとは別の高校に進学する。奈菜・ゆゆと偶然再会した際には既に彼氏持ちであった。中学時代と全く変わらず奈菜に執着しているゆゆに対し、嘲笑の目と言葉を向けた。また、中学で常に行動を共にしていたちほみとは、もう興味も無いほど疎遠であることを告げる。
流夏（るか）
奈菜たちとは別の中学に通う、ひまりの小学校時代の友達。ひまりは流夏を親友と思っていたが、流夏にとってひまりは友達の一人に過ぎなかった。中学受験の話題において、流夏に悪気は無かったものの「私たちは別に親友同士ではない」という現実をひまりに突き付けてしまう。その事により、ひまりは友達関係での距離の取り方が分からなくなった。
ちほみ（ちほみ）
声 - 竹内恵美子
1年3組。
ボブヘアで、キャンディー形のヘアピンをつけている。
中学時代は梓やゆゆと行動を共にし、奈菜への嫌がらせにも協力していた。
奈菜達とは別の高校に進学した梓によれば、梓とちほみはお互いに興味も無い程、疎遠になったらしい。
橘 伊央（たちばな いお）
7巻から登場。
高校で奈菜と仲良くなった、1年A組（奈菜とは同じクラス）にサバサバした女の子。
カラコンにピアスをつけており、3人兄弟の長女。
さやか（さやか）
奈菜のクラスメート。
奈菜の事は「栗山ちゃん」と呼んでおり、隼と付き合っている。
隼（はやと）
奈菜のクラスメート。
さやかと付き合っている。

## 書誌情報
- 柚原瑞香 『なないろ革命』 集英社 〈りぼんマスコットコミックス〉、全8巻
  1. 2014年12月15日発売[7]、『りぼん』2014年9月号[1] -、ISBN 978-4-08-867352-3
    - パラレル革命

  2. 2015年4月24日発売[8]、ISBN 978-4-08-867366-0
    - パラレル革命

  3. 2015年9月25日発売[9]、ISBN 978-4-08-867388-2
    - パラレル革命

  4. 2016年2月25日発売[10]、ISBN 978-4-08-867403-2
    - なないろ革命 アニメアフレコレポ

  5. 2016年7月25日発売[11]、ISBN 978-4-08-867423-0
    - パラレル革命〜もしも性格が真逆だったら〜

  6. 2016年12月22日発売[12]、ISBN 978-4-08-867441-4
    - コムライロ革命

  7. 2017年4月25日発売[13]、ISBN 978-4-08-867458-2
    - 一方その頃詩丘くんは

  8. 2017年8月25日発売[14]、『りぼん』2017年5月号 - 9月号[2]、ISBN 978-4-08-867474-2
    - なないろ兄弟（描きおろし）

## アニメ
第1話から第2話までの内容がアニメ化され、『おはスタ』にて3回公開された。